# Jacques Butin
Jacques Butin (Jacques, Manuel Butin), est un acteur français, né à Hanoï (Indochine française), le 13 janvier 1910. Il meurt à Boulogne-Billancourt dans les Hauts-de-Seine, le 23 mars 1971.

## Filmographie

### Cinéma
- 1931 : Atout cœur d'Henri Roussell - Marc
- 1934 : Arlette et ses papas de Henri Roussell - Amédée Pépin
- 1934 : Le Père Lampion de Christian-Jaque - Alouette
- 1939 : Sérénade de Jean Boyer - Le secrétaire
- 1943 : Donne-moi tes yeux de Sacha Guitry
- 1943 : La Malibran de Sacha Guitry
- 1944 : Sortilèges de Christian-Jaque
- 1953 : Le Chevalier de la nuit de Robert Darène
- 1953 : Les femmes s'en balancent de Bernard Borderie
- 1953 : La nuit est à nous de Jean Stelli
- 1954 : Les Chiffonniers d'Emmaüs de Robert Darène
- 1957 : En cas de malheur de Claude Autant-Lara
- 1961 : Les Sept Péchés capitaux de Sylvain Dhomme, Max Douy et Eugène Ionesco - dans le sketch : La Colère

### Télévision
- 1965 : En votre âme et conscience, épisode : La canne à épée de  Marcel Cravenne
- 1966 : En votre âme et conscience, épisode : La Mort de Sidonie Mertens de  Marcel Cravenne
- 1967 : Les Habits noirs de René Lucot (feuilleton télévisé)

## Théâtre
- 1943 : La Reine morte d'Henry de Montherlant, mise en scène Pierre Dux, Théâtre des Célestins
- 1952 : La Parodie d'Arthur Adamov, mise en scène Roger Blin, Théâtre Lancry
- 1960 : La Résistible Ascension d'Arturo Ui de Bertolt Brecht, mise en scène Jean Vilar et Georges Wilson, TNP Théâtre de Chaillot
- 1963 : Lumières de bohème de Ramón María del Valle-Inclán, mise en scène Georges Wilson, TNP Théâtre de Chaillot